# Gustaf Lind (jurist)
Nils Gustaf Stellan Lind, född 28 januari 1970 i Halmstad, är sedan 9 augusti 2021 generalsekreterare för Världsnaturfonden WWF i Sverige. Han har tidigare tjänstgjort som statssekreterare och ambassadör.  
Lind är juris doktor i folkrätt. Efter maktskiftet 2006 utnämndes han till statssekreterare åt migrationsminister Tobias Billström i Justitiedepartementet. Åren 2008–2010 var han statssekreterare hos statsminister Fredrik Reinfeldt med ansvar för utrikes- och EU-frågor i Statsrådsberedningen. Han har även varit chef på Utrikesdepartementets enhet för folkrätt, mänskliga rättigheter och traktaträtt samt Arktisambassadör och ordförande i Arktiska rådet (ämbetsmannakommittén) under det svenska ordförandeskapet 2011–2013.